# POCO F2 Pro
POCO F2 Pro — смартфон суббренда Xiaomi POCO, що є глобальною версією Redmi K30 Pro. POCO F2 Pro був представлений 12 травня 2020 року. Redmi K30 Pro був представлений 24 березня 2020 року.

## Дизайн
Задня панель та екран виконані зі скла Corning Gorilla Glass 5. Бокова частина виконана з алюмінію.
Redmi K30 Pro та POCO F2 Pro за дизайном відрізняються лише логотипами брендів на задній панелі.
Знизу знаходяться роз'єм USB-C, динамік, мікрофон та слот під 2 SIM-картки. Зверху розташовані модуль висувної фронтальної камери, 3.5 мм аудіороз'єм, другий мікрофон та ІЧ-порт. З правого боку розміщені кнопки регулювання гучності та кнопка блокування смартфону, що виділена червоним кольором.
В Україні POCO F2 Pro продавався в 4 кольорах: Cyber Grey (темно-сірий), Neon Blue (блакитний), Electric Purple (фіолетовий) та Phantom White (білий).

## Технічні характеристики

### Платформа
Смартфон оснащено процесором Qualcomm Snapdragon 865 та графічним процесор Adreno 650.

### Батарея
Батарея отримала об'єм 4780 мА·год та підтримку 33-ватної швидкої зарядки.

### Камера
Смартфон отримав основну квадрокамеру 64 Мп, f/1.9 (ширококутний) + 5 Мп, f/2.2 (телемакро) + 13 Мп, f/2.4 (ультраширококутуний) + 2 Мп, f/2.4 (сенсор глибини) з автофокусом та здатністю запису відео в роздільній здатності 8K@30fps. Також смартфон отримав фронтальну камеру з висувним механізмом, роздільністю 20 Мп (ширококутний) та вміє записувати відео в роздільній здатності 1080p@30fps.

### Екран
Екран AMOLED, 6.67", FullHD+ (2400 × 1080), з щільністю пікселів 395 ppi та відношенням сторін 20:9. Також в екран вмонтований сканер відбитку пальця.

### Пам'ять
POCO F2 Pro продавався в комплектаціях 6/128 та 8/256 ГБ.
Redmi K30 Pro продавався в комплектаціях 6/128, 8/128 та 8/256 ГБ.

### Програмне забезпечення
POCO F2 Pro був випущений на MIUI 11 для POCO на базі Android 10. Був оновлений до MIUI 13 для POCO на базі Android 12.
Redmi K30 Pro був випущений на китайській версії MIUI 11 на базі Android 10. Був оновлений до MIUI 13 на базі Android 12.

## Ціна
Початкова ціна POCO F2 Pro в Україні у версії на 6/128 ГБ 16999 грн. Початкова ціна POCO F2 Pro в Україні у версії на 8/256 ГБ 17999 грн.
Станом на 27 вересня 2020 року смартфон коштував 12999 грн. за версію на 6/128 ГБ та 14999 грн. за версію на 8/256 ГБ.

## Redmi K30 Pro Zoom Edition
Redmi K30 Pro Zoom Edition — покращена версія смартфона Redmi K30 Pro, головною особливістю якої став телефото об'єктив на 13 Мп з 3x оптичним збільшенням. Продається в Китаї в версіях 8/128, 8/256 та 12/512 ГБ. Був представлений 24 березня 2020 року разом з Redmi K30 Pro.

## Redmi K30 Ultra

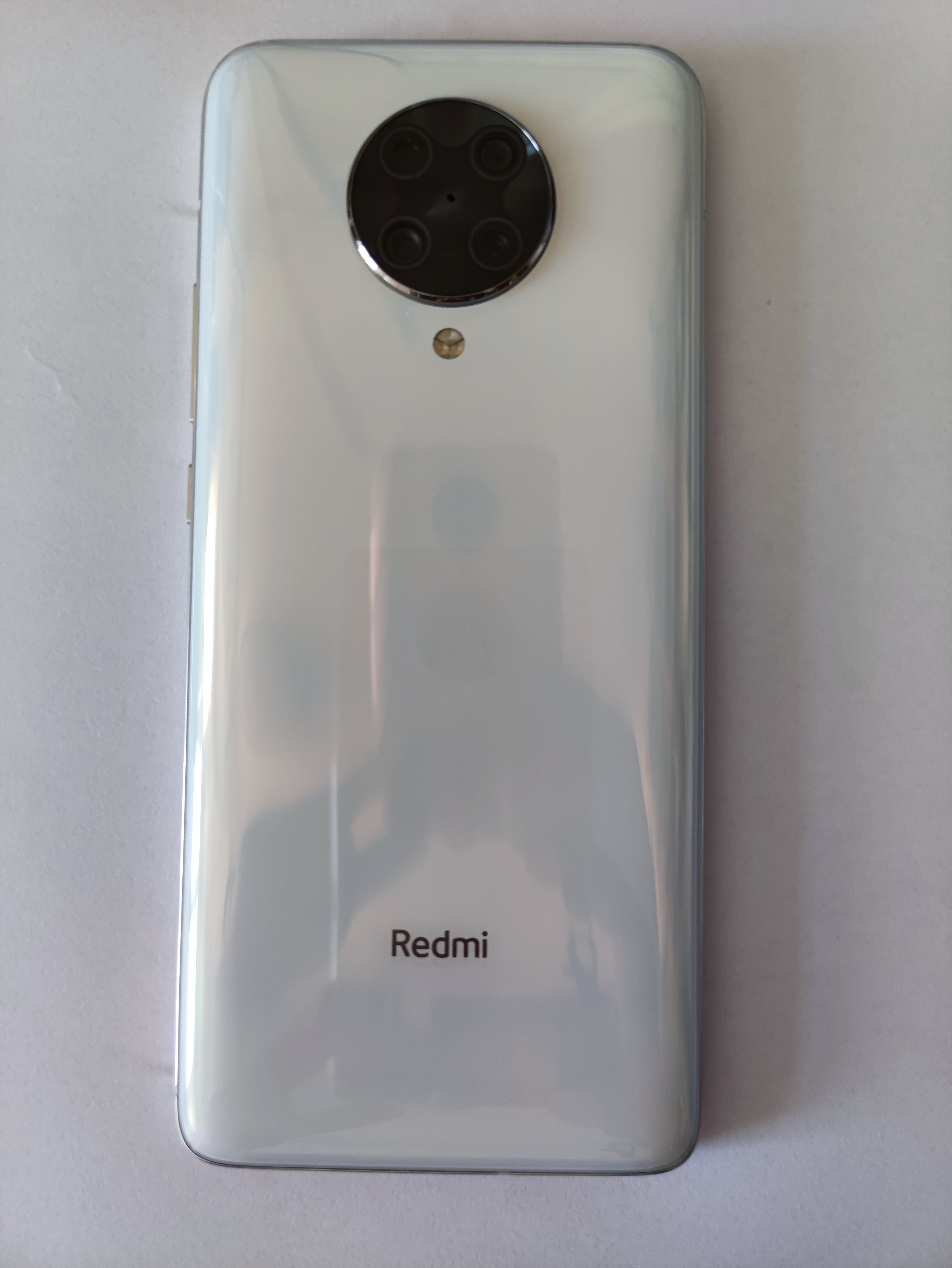
Задня панель Redmi K30 Ultra

Redmi K30 Ultra — покращена версія Redmi K30 Pro, що отримала процесор MediaTek Dimensity 1000+, екран з частотою оновлення 120 Гц та батарею на 4500 мА·год. Був представлений 11 серпня 2020 року разом з Xiaomi Mi 10 Ultra.
Redmi K30 Ultra доступний в 3 кольорах: Midnight Black (чорний), Moonlight White (білий) та Mint Green (бірюзовий).
Пристрій продавався в комплектаціях 6/128, 8/128, 8/256 та 8/512 ГБ.
Смартфон був випущений на MIUI 12 на базі Android 10. Був оновлений до MIUI 12.5 на базі Android 11.